# Железнодорожная катастрофа в Манфалуте
Железнодорожная катастрофа в Манфалуте (Египет) произошла 17 ноября 2012 года. На железнодорожном переезде поезд столкнулся со школьным автобусом, ехавшим в детский сад. В результате катастрофы погиб 51 ребёнок дошкольного и младшего школьного возраста, а также двое взрослых. Несколько человек получили ранения. Виновником катастрофы, по предварительным данным, стал дежурный на станции, который уснул и не закрыл переезд при приближении поезда. Он взят под стражу.
Поезд протащил автобус на расстояние около километра, детская обувь, книги, ранцы были найдены по обеим сторонам от железнодорожных рельсов. Полиция прибыла на место аварии спустя почти 2 часа, к моменту прибытия первой скорой большинство детей уже умерло.
Власти Асьюта расследуют происшествие, президент страны Мохаммед Мурси распорядился помочь семьям погибших и раненых: они получат помощь в размере $1.500 и $900 соответственно.

## Последствия
- Подал в отставку министр транспорта Египта Мохаммед Ришад аль-Матини.